# Johannes Schlaf

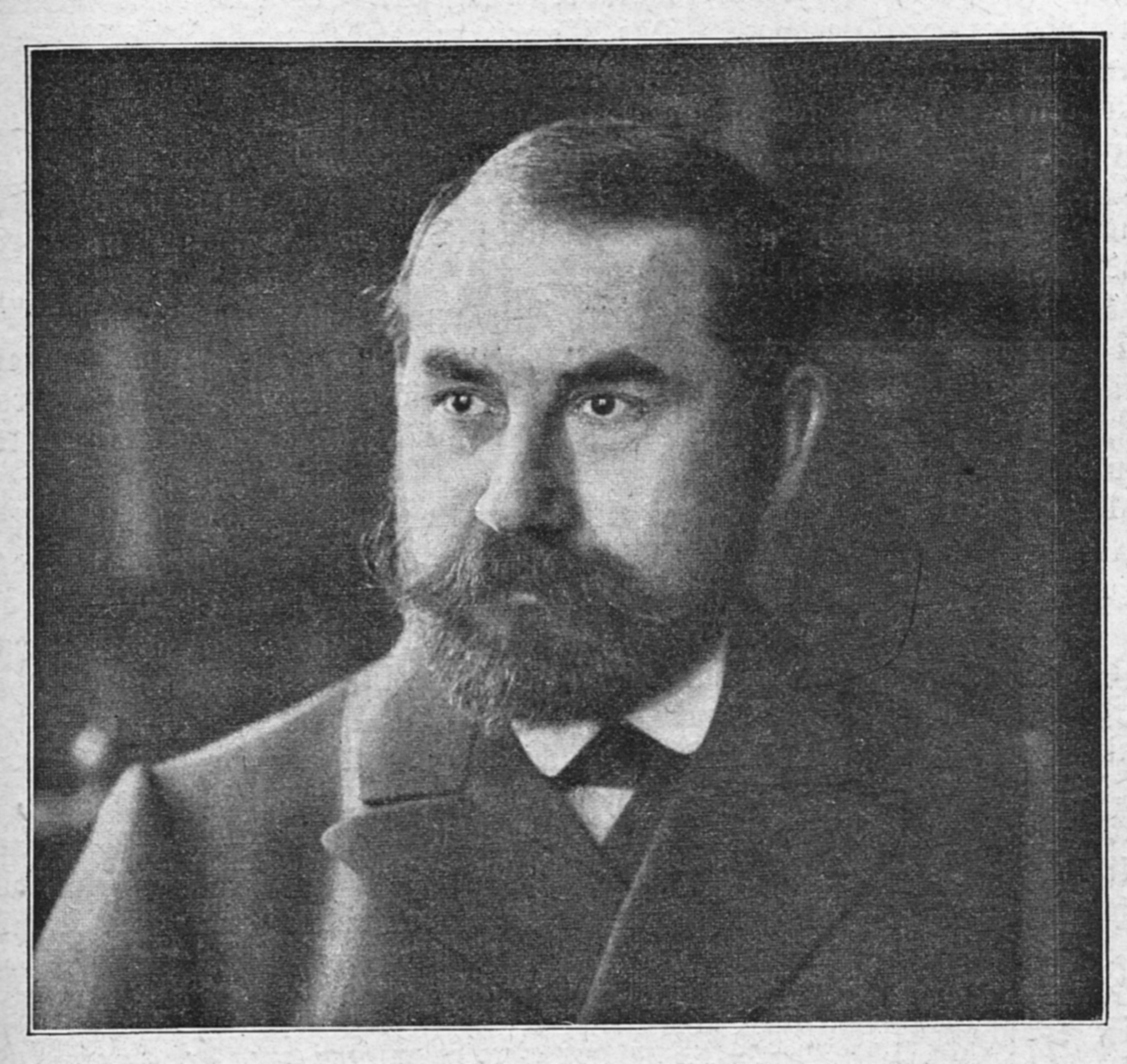
Johannes Schlaf (etwa 1900)

Johannes Schlaf (* 21. Juni 1862 in Querfurt; † 2. Februar 1941 ebenda) war ein deutscher Dramatiker, Erzähler und Übersetzer und bedeutender Vertreter des deutschen Naturalismus. Als Übersetzer trug er entscheidend zur Verbreitung der Werke von Walt Whitman, Émile Verhaeren und Émile Zola im deutschsprachigen Raum bei.
Er gilt damit als Begründer des Whitman-Kults in Deutschland. Seine literarischen Verdienste liegen vor allem in szenisch-dialogischen Neuerungen des „Konsequenten Naturalismus“ und in der Ausbildung des literarischen Impressionismus. Ebenfalls wirkte er mit an der Entstehung des „Intimen Theaters“.

## Leben

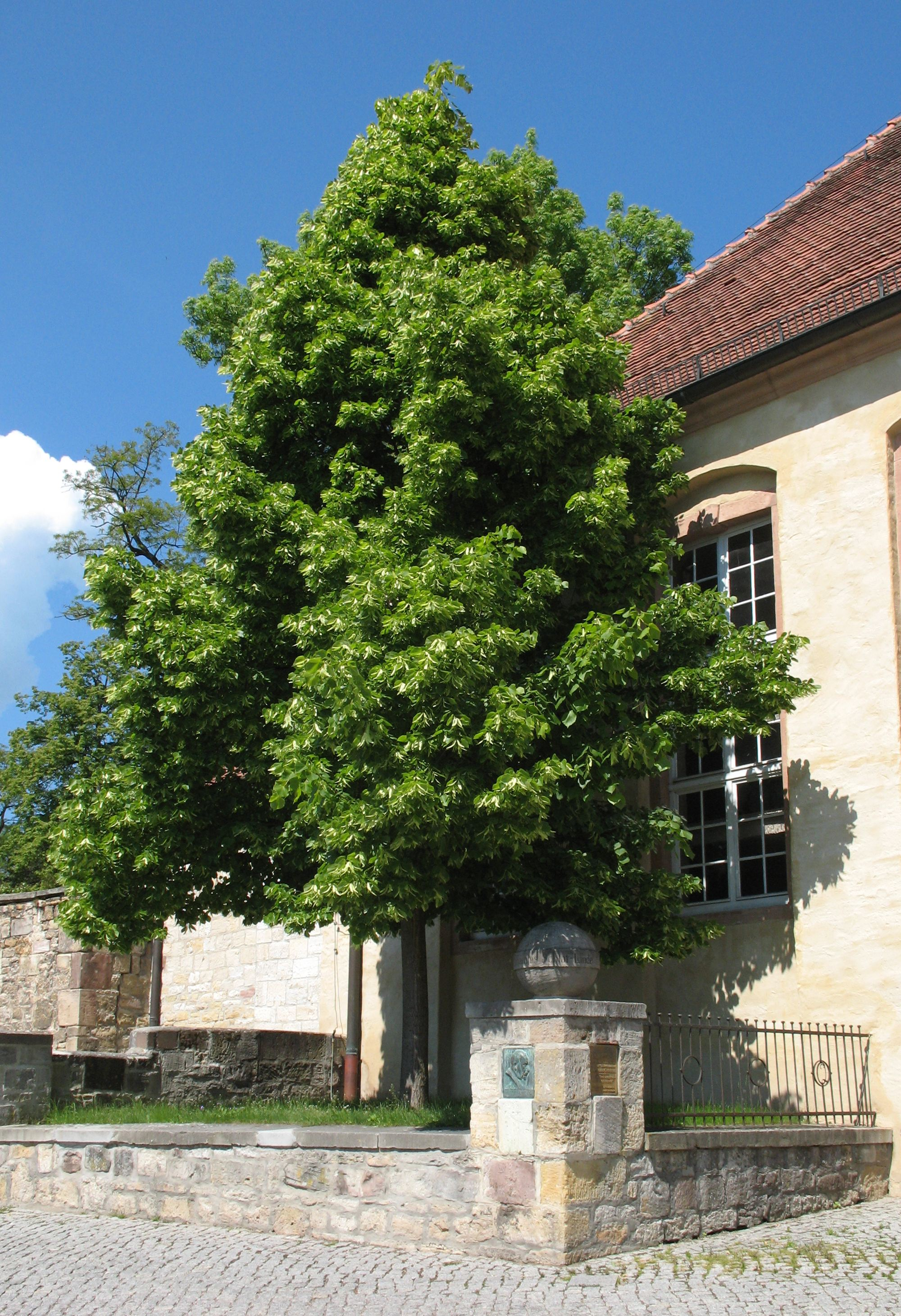
Johannes-Schlaf-Linde in Querfurt

Johannes Schlaf wuchs als Sohn eines kaufmännischen Angestellten in Querfurt auf. Da die Familie in beengten Verhältnissen lebte, wohnte er zeitweise bei seinen Großeltern. Seine Großmutter, eine gebildete Frau, unterstützte schon früh seine Neigung zur Kunst und Literatur. In einer autobiographischen Skizze aus dem Jahre 1902 gab er an, schon mit zwölf Jahren Verse und kleine Puppenspiele geschrieben zu haben, zur Gymnasialzeit bereits Gedichte und Novellen. Ebenso zeigte er ein besonderes zeichnerisches Talent.
Im Jahre 1875 fand Schlafs Vater eine Stelle in einem Baugeschäft in der aufstrebenden Industriemetropole Magdeburg. Damit hatte die Kindheitsidylle für Schlaf ein Ende, da im Hause der Eltern das strenge Regime des Vaters herrschte, für den Schlaf mehr Angst als Zuneigung empfand.
Von 1875 bis 1884 besuchte Schlaf das Domgymnasium Magdeburg, wo er 1882 dem Schülerklub „Bund der Lebendigen“ beitrat. Im Club beschäftigte er sich zum ersten Mal mit neuesten Schriften auf den Gebieten der Philosophie, Naturwissenschaft und Literatur. 1884 bestand Johannes Schlaf das Abitur und begann das Studium in Halle.
Er besuchte dort theologische, germanistische, altphilologische und philosophische Vorlesungen. Sein Interesse galt jedoch wohl mehr den studentischen Verbindungen als dem Studium selbst. In die Jahre 1884 und 1885 fielen seine ersten Veröffentlichungen. 1885 wechselte er zum Studium nach Berlin. Dort trat er 1886 dem literarischen Verein „Durch“ bei, einem Zusammenschluss junger naturalistischer Autoren, darunter auch Gerhart Hauptmann, Arno Holz und Wilhelm Bölsche.
Während des Studiums fühlte sich Schlaf stets im Zwiespalt zwischen den Pflichten des Studiums und dem Drang, sich ganz der Schriftstellerei zu widmen. In dieser Zeit lernte Schlaf Arno Holz kennen und es entwickelte sich eine Freundschaft zwischen den beiden. 1892 präsentierten sie als erstes gemeinsames Werk den Sammelband Neue Gleise, der später als „Konsequenter Naturalismus“ in die Literaturgeschichte einging. Um das Jahr 1887 willigte Schlaf in ein Angebot Holz’ ein, zusammen in das leerstehende Sommerhaus eines Bekannten nach Niederschönhausen zu ziehen, um mit ihm dort zu arbeiten. Damit war Schlafs Entscheidung gegen das Studium gefallen.
Das Jahr 1892 deutete für Schlaf zunächst auf eine anerkannte Schriftstellerlaufbahn hin, wofür die erfolgreichen Veröffentlichungen seiner Dingsda-Skizzen und auch des Dramas Meister Oelze sprachen. Doch im Januar des Jahres 1893 wurde Schlaf nach einem Nervenzusammenbruch in die Berliner Charité eingeliefert. Richard Dehmel setzte sich für ihn ein und sammelte finanzielle Mittel, damit Schlaf ein längerer Aufenthalt in einem Sanatorium ermöglicht wurde. Bis 1897 erfolgten Aufenthalte in verschiedenen Heilanstalten, erst ab 1896 war eine Besserung seines Zustandes absehbar. Schlaf bezeichnete seine Krankheit später als Nervenkrankheit und Gemütsdepression.
Die Wende kam mit seiner Entdeckung des amerikanischen Dichters Walt Whitman. Schlaf legte 1904 eine kleine Monographie über den Amerikaner vor und übersetzte dessen Leaves of Grass. In mehreren Zeitungsartikeln setzte er sich für den Wanderpoeten Gusto Gräser aus Siebenbürgen (1879–1958) ein, der ihn 1909 in Weimar besuchte. Er ließ ihn in dem Roman Aufstieg von 1911 als Idealgestalt auftreten und machte ihn zur Hauptfigur der Erzählung Fruchtmahl von 1922.
In den 1930er Jahren wandte sich Schlaf nochmals der Dramenproduktion zu: Um 1930/1931 entstanden Das Gottwerk, Die heilige Geburt, Jakob, Bonifatius, Nero und Orest. 1934 stellte Schlaf Troja fertig, 1938 schließlich Fausts Vollendung. Die Stücke waren von seinen Geschichtsspekulationen und völkischen Vorstellungen geprägt. Sie wurden trotz Bemühungen des Autors nie veröffentlicht oder aufgeführt. Nach der Machtübernahme durch die Nationalsozialisten wurde er im Mai 1933 in die „gesäuberte“ Deutsche Akademie der Dichtung, eine Sektion der Preußischen Akademie der Künste, berufen. Im Oktober desselben Jahres gehörte er zu den 88 Schriftstellern, die das Gelöbnis treuester Gefolgschaft für Adolf Hitler unterzeichneten. 1937 kehrte Schlaf nach Querfurt zurück. Bis zuletzt arbeitete er dort an seiner Geozentrik weiter, seine Bücher wurden jedoch größtenteils nicht mehr verlegt. In seinen späten Jahren wurde er durch zahlreiche Ehrungen vor allem für seine Verdienste als naturalistischer Dichter gewürdigt. Am 2. Februar 1941 starb Johannes Schlaf mit 78 Jahren in seiner Heimatstadt und wurde auf dem Querfurter Friedhof beigesetzt. An seinem Begräbnis nahmen hohe Vertreter der nationalsozialistischen Regierung teil.
Seinem kosmogonischen Spätwerk steht die Öffentlichkeit größtenteils mit Unverständnis gegenüber, was wohl in dessen komplexen, spekulativen Inhalten begründet liegt. Heute ist er vor allem durch seine frühen Werke, darunter Familie Selicke, Meister Oelze, In Dingsda und Frühling bekannt. Ein Teilnachlass von Johannes Schlaf befindet sich in der Handschriftenabteilung der Stadt- und Landesbibliothek Dortmund.

Gedenktafeln in Querfurt
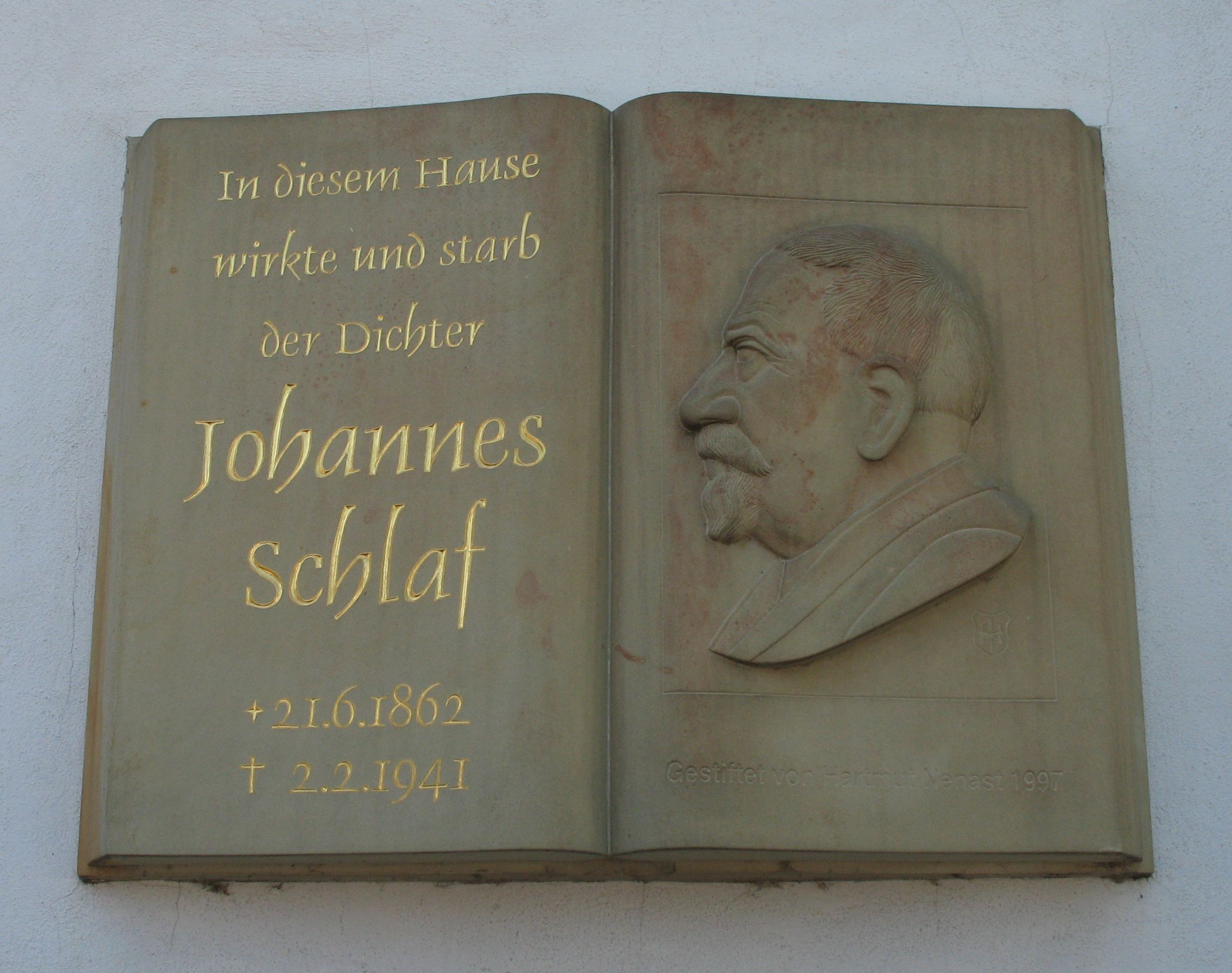
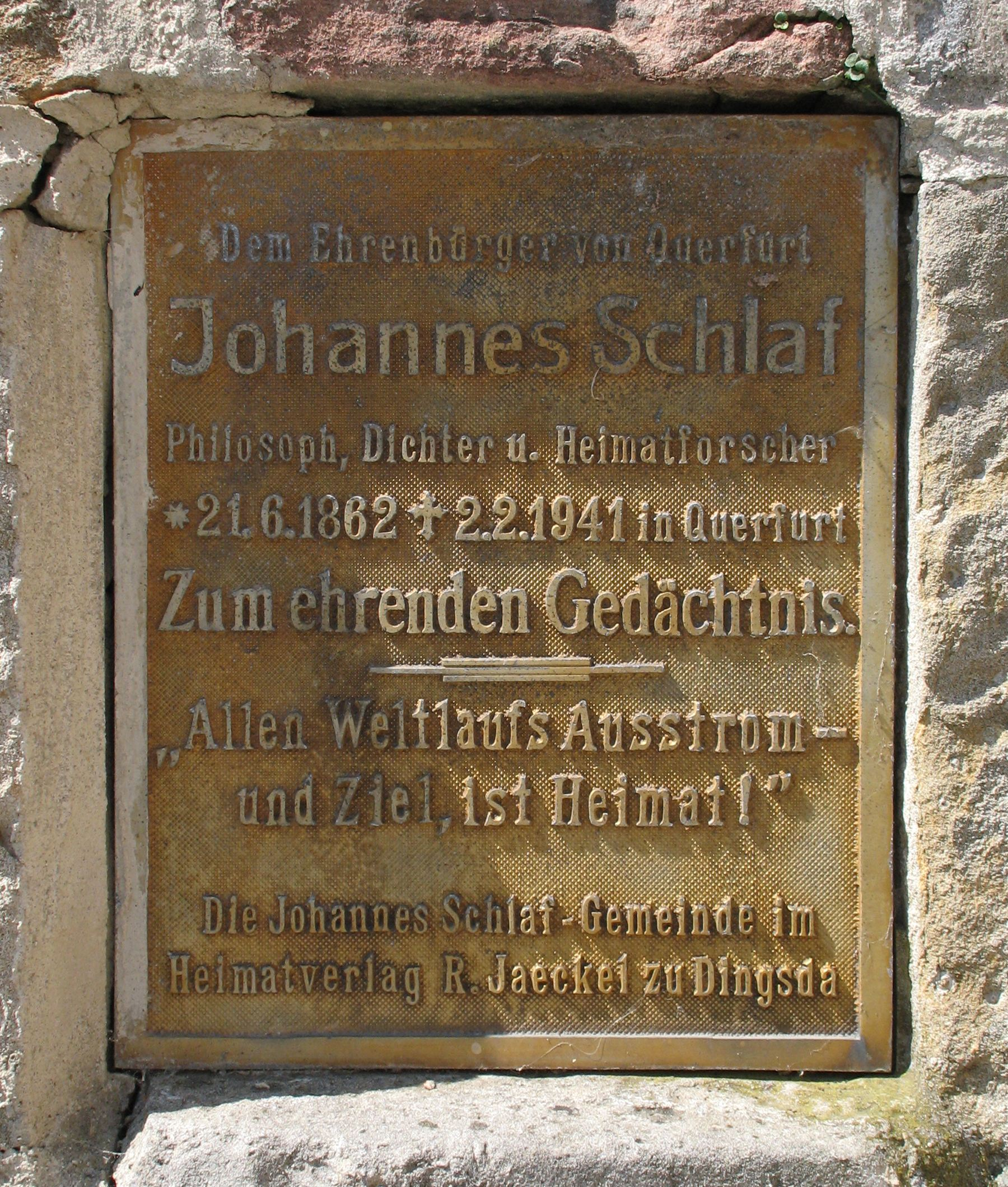
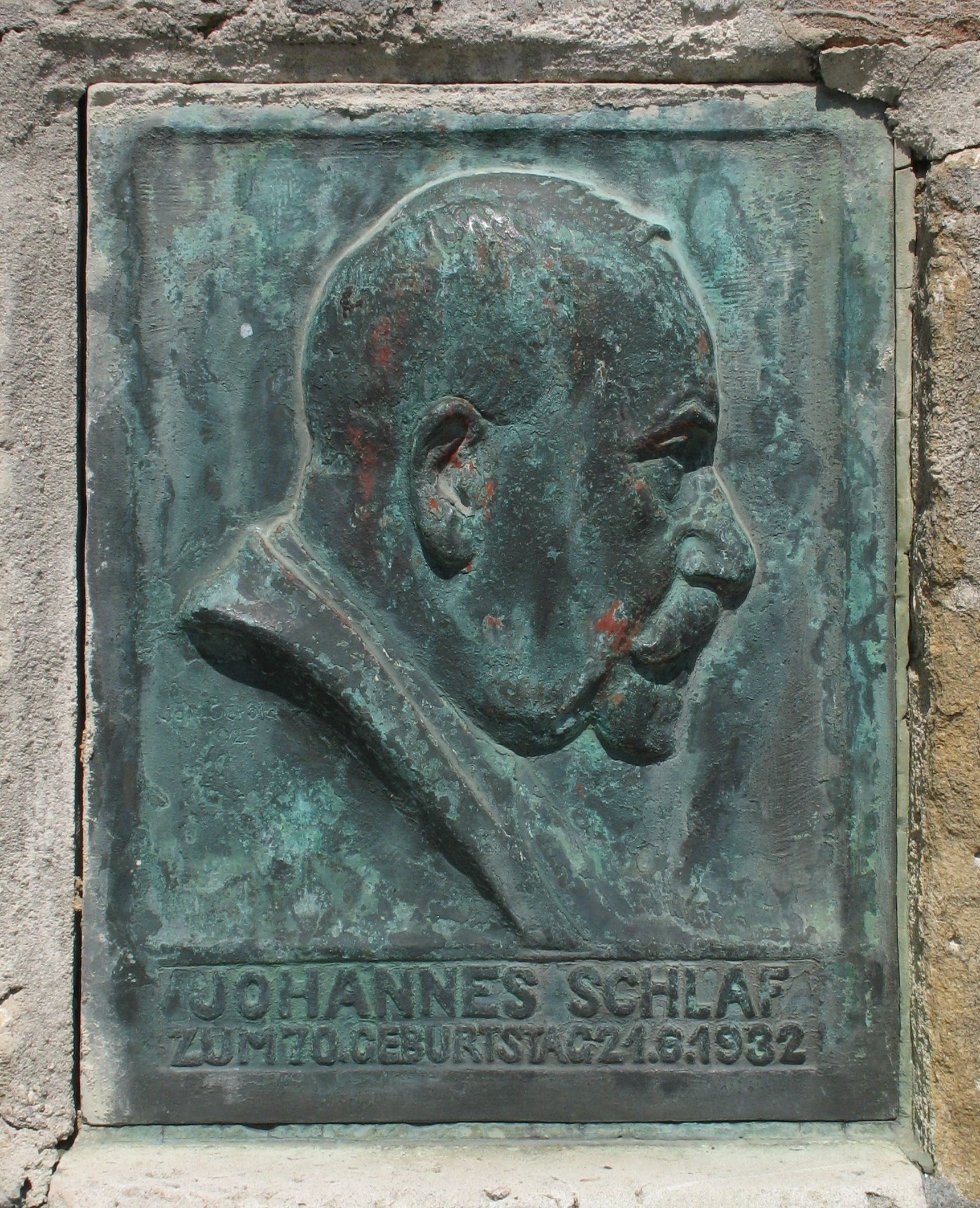

## Wirken

### Romanproduktion und weltanschauliche Tendenzen
Angeregt durch die Lektüre der Schriften Walt Whitmans und Ernst Haeckels modifizierte Schlaf sein Naturalismuskonzept von einem kunsttheoretischen zu einem weltanschaulichen Konzept. Um sich ganz der Vermittlung seiner Weltanschauung widmen zu können, zog Schlaf 1904 nach Weimar.
Zur Darstellung seines Konzepts schien ihm der Roman die geeignete Gattung zu sein. Hinter seiner weltanschaulichen Zielsetzung blieb die ästhetische Qualität seiner Werke jedoch zurück. Die Hauptfigur der Romane und der Handlungsablauf dienten im Grunde nur als Rahmen zur Darlegung philosophischer Spekulationen.
Zwischen 1900 und 1914 entstanden insgesamt zehn Romane. Der Romanreihe gemeinsam sind Schlafs Visionen einer neuen Menschheitsepoche und die Beschäftigung mit der Dekadenz, worunter Schlaf eine Verfeinerung des Empfindungsvermögens versteht. Dies deutet er als Merkmal des neuen Menschentypus.
Zur systematischen Darstellung seiner Weltanschauung veröffentlichte Schlaf auch theoretische Schriften, hinter denen seine Dichtung ab den 1920er und 1930er Jahren zurücktrat. Als sein philosophisches Hauptwerk gilt „Das absolute Individuum und die Vollendung der Religion“ (1910), in dem er die in den vorangegangenen Werken entwickelten monistisch-evolutionistischen, rassenbiologischen und kulturphilosophischen Thesen in Zusammenhang stellt.

### Entwicklung der Dramen und Abkehr vom Konsequenten Naturalismus
In seinem 1902 erschienenen Aufsatz „Die Anfänge der neuen deutschen Literaturbewegung“ gab Schlaf an, dass sich schon früh unterschiedliche Auffassungen von „naturalistischer Dichtung“ bemerkbar gemacht hätten. Wo Holz auf eine „möglichst genaue (…) Wiedergabe des Milieuhaften und Zuständlichen“ ziele, habe er selbst von Anfang an den größten Wert „auf das Psychologische der Personen und zudem auf den Dialog“  gelegt. Doch erst nach ihrer Trennung habe er diesen Schwerpunkt zu voller Entfaltung bringen können. Er habe sich also schon früh gegen den „Konsequenten Naturalismus“ gewandt.
Eine erste Hinwendung zur impressionistischen „Gefühlssprache“ und Naturmystik kündigte sich bereits in Schlafs Dingsda-Skizzen an, die im ersten Sammelband In Dingsda 1892 erschien waren. Dieser „impressionistische Naturalismus“ auf monistischer Grundlage erreichte einen Höhepunkt in Schlafs 1894 erschienener Dichtung Frühling, die begeisterte Zustimmung fand. Als spezifische Formen des Naturerlebens der dichterischen Figuren Schlafs können genannt werden: Entgrenzungen des Ich, Ekstasen des Gefühls, Erfahrungen der All-Einheit in der „vierten Dimension“. Zu den spezifischen Stilelementen seiner Naturbeschreibungen zählen Nominalisierungen der Sprache, parataktische Reihungstechniken, prunkhafte Wortausschmückungen, Vermeidung von begrifflichen Benennungen, Aufhebungen der Wortartgrenzen, Bildung von Komposita, Koppelung von Gegensätzen, artistischer Gebrauch der Interpunktion. Eine Reihe dieser Stilelemente hatte Schlaf bereits in der Zusammenarbeit 1887/88 mit Arno Holz erprobt (Entwicklung der Theorie und poetischen Praxis des „Sekundenstils“), wenngleich an Sujets des sozialkritischen Naturalismus. Schlaf stellt sie in den Dienst seiner monistischen Welterfahrung und Wirklichkeitsdeutung. Sein poetisch-naturalistisches Wahrheitspathos führte in seinen Werken nicht selten zu einer stilistisch-artifiziellen  Verrätselung und religiösen Überhöhung von Naturphänomenen. Er verstand sich zwar als „Vollender des Naturalismus“, erwies sich letztlich aber bereits in seiner frühen Schaffensphase als Anti-Naturalist, als ein typischer Repräsentant jener in der Literatur der Jahrhundertwende sich deutlich abzeichnenden zivilisationskritischen Strömung, deren Vertreter die Wirklichkeit zu mystifizieren beginnen (z. B. Wilhelm Bösche, Heinrich und Julius Hart, Bruno Wille).  
Meister Oelze war Schlafs erstes eigenständig geschaffenes Drama, welches nach der Zusammenarbeit mit Holz erschien. Es wurde 1892 veröffentlicht und am 4. Februar 1894 in Berlin uraufgeführt. Das Stück hatte großen Erfolg und wurde von Fachleuten sogar als der Familie Selicke überlegen eingeschätzt.  Holz selbst wertete sein Stück in Briefen an Reinhard Piper als „beste deutsche Tragödie“.
In sprachlicher und struktureller Hinsicht weist „Meister Oelze“ noch ähnliche Merkmale wie die Stücke der „Neuen Gleise“ auf. Was den Stoff betrifft, sind die Unterschiede zu den „Neuen Gleisen“ deutlich. Wo in den älteren Stücken noch sozialpsychologische Faktoren und eine durch Milieu und Herkunft der Personen bedingte Determiniertheit zentrale Aspekte waren, rückt Schlaf nun innerseelische, unterbewusste Vorgänge und psychische Kontakte der Charaktere in den Vordergrund. Schlaf sah sich als Schöpfer eines „psychologischen Naturalismus“ und veröffentlichte 1898 seinen Aufsatz Vom intimen Drama. Hier betonte er die Bedeutung des „unterirdischen Dialogs der Seelen“, der durch eine „Parallelsprache“ der Gesten, des Mienenspiels, der Körperbewegungen und unkontrollierte Ausrufe verdeutlicht werde. Dieses „stumme Spiel“ sollte Monolog und das „Beiseitereden“ herkömmlicher Dramen ersetzen.
Eine solche Verfeinerung des Dialogs hatte bisher noch in keinem Drama stattgefunden. Gerade deshalb gilt Schlaf als Wegbereiter des „Intimen Dramas“, der psychologischen Intimisierung des Dialogs.
Die „Intimisierung“ des Dialogs wurde in Schlafs weiterer Dramenproduktion, von Gertrud (1898) über Die Feindlichen (1898), Der Bann (1900) und schließlich Weigand (1906), seinem letzten veröffentlichten Drama, zur Darstellung parapsychologischer Vorgänge ausgeweitet. Anstelle „normaler“ Sozialkontakte traten Themen wie Suggestion, Gedankenübertragung oder Hypnose. Thema waren hauptsächlich die Probleme zwischen Mann und Frau.
Zudem fanden monistische Naturspekulationen des Autors zunehmend ihren Niederschlag, die wohl durch die Lektüre der Schriften Ernst Haeckels ausgelöst und von Schlaf in seine Naturalismusauffassung integriert wurden.

### Zusammenarbeit mit Arno Holz
Der Sammelband Neue Gleise bestand aus drei Teilen mit jeweils eigenem Vorwort. Der erste Teil enthält die Texte Krumme Windgasse 20, Die Kleine Emmi, Ein Abschied und Die papierne Passion. Der zweite Teil ist eine Sammlung von Novellen mit dem  Titel Papa Hamlet, die neben der Titelgeschichte die Erzählungen Der erste Schultag und Ein Tod enthält. Diese Sammlung war bereits 1889 als Buch unter dem dänisch klingenden Pseudonym „Bjarne B. Holmsen“ veröffentlicht worden, aber schnell als Werk der beiden deutschen Autoren durchschaut worden.
Das Drama Die Familie Selicke, der dritte Teil des Sammelbandes, war ebenfalls bereits 1890 veröffentlicht und aufgeführt worden. Dieses Drama gilt als Höhe- und gleichzeitig Schlusspunkt des „Konsequenten Naturalismus“ von Holz und Schlaf.
Holz hatte sich bereits vor seiner Zusammenarbeit mit Schlaf mit kunsttheoretischen Fragen beschäftigt und 1897 sein vielbesprochenes „Kunstgesetz“ aufgestellt. Veröffentlicht wurde es in seinem Buch Die Kunst. Ihr Wesen und ihre Gesetze. Holz’ Gedanken dieser Zeit fanden auch ihren Niederschlag in den Neuen Gleisen.
Als Musterbeispiel für den „Konsequenten Naturalismus“ gilt allgemein das Drama Familie Selicke. Holz verfolgt hier eine Erneuerung der klassischen Dramenform, in welcher die Darstellungsmittel so gewählt werden sollten, dass die objektive und unmittelbare Wiedergabe eines Realitätsausschnittes ohne jegliche poetische Stilisierung oder subjektive Wertung möglich wird.
Auf eine dramatische Handlung und die bestehende ästhetische Form sollte zugunsten der Darstellung der Charaktere in ihrem Umfeld verzichtet werden. In seiner 1925 erschienenen Schrift Das Werk gab Holz an, zentral sei für ihn „der Mensch selbst und seine möglichst intensive Wiedergabe“, das heißt eine Reduzierung der Handlung zugunsten der Charakterdarstellung. Dabei ging es um die Darstellung des Menschen aus der Sicht des vorwiegend technisch und naturwissenschaftlich beeinflussten Weltbildes der zweiten Hälfte des 19. Jahrhunderts, was sich in der Milieutheorie des „Konsequenten Naturalismus“ äußerte, also der Vorstellung einer Determiniertheit des Menschen durch Anlage und Milieu.
Praktisch wurden diese Gedanken von Holz und Schlaf durch verschiedene Innovationen umgesetzt, die sich stark von der vorangegangenen Dramentradition und Erzählweise unterschieden.
Die Bedeutung des Dialogs zur Umsetzung ihrer neuen Form wurde Schlaf und Holz schon früh klar. Um eine größere Unmittelbarkeit des Geschehens zu erreichen, griff man auf szenisch-dialogisches Erzählen und erlebte Rede zurück, während auf einleitende inquit-Formeln oder einen vermittelnden Erzähler verzichtet wurde. Man setzte zudem einen Zustandsdialog ein, der mehr über den Charakter der Person aussagen sollte als Träger der Handlung zu sein.
Wirklichkeitsnähe wurde vor allem durch die Sprachgestaltung der Figurenrede erreicht: genutzt werden syntaktische Verkürzungen, grammatikalische Unkorrektheiten und dialektale Wendungen, Pausen und unvollständige Sätze oder Häufung von Fragen und Ausrufen und eine schriftliche Wiedergabe der Intonation. So entsteht ein gewisses „Sprachmilieu“, das nicht zuletzt auf das soziale Milieu der dargestellten Personen deuten soll. Zur Darstellung des Milieus gewann auch das räumliche Umfeld der Figuren an Bedeutung. Dies wurde schon in den umfangreichen und detaillierten Regieanweisungen deutlich und äußerte sich zudem in bewusst ausgewählten Milieurequisiten. Die Einhaltung der Einheit des Ortes und der Zeit sollte zudem eine bedrückende Atmosphäre schaffen.
Der Inhalt der Erzählungen, Themen wie zerrüttete Familienverhältnisse, Alkoholismus, finanzielle Nöte und Krankheit, waren im deutschen Naturalismus nichts Neues. Dies verwundert nicht, da nach der holzschen Kunsttheorie, von der die Familie Selicke ja noch stark geprägt war, die sprachliche Seite der Dichtung ausschlaggebend für deren Qualität ist, während der rein inhaltliche Gegenstand vernachlässigt werden kann. Doch wo andere Vertreter den Inhalt der Schriften über deren Form stellten, so standen bei ihnen gerade die sprachlichen Mittel im Vordergrund und wurden detailgenau ausgearbeitet. Der „Konsequente Naturalismus“ gelangte so vor allem durch die neue sprachliche Form zu einer eigenen Bedeutung für die Literaturgeschichte.
Der Familie Selicke war auf der Bühne zunächst kein großer Erfolg, die meisten Kritiker lehnten das Stück ab. Eine „armselige dramatische Mißgeburt“ war das Urteil des Berliner Courier am 9. April 1890. Publikum und Fachleute waren an klassisch-romantische Dichtung gewöhnt, die sich nach anderen ästhetischen Prinzipien richtete. Dies war jedoch ein „Weg abseits von aller Theaterroutine, abseits von Konvention und den überlieferten Kunstregeln“, meinte der damalige Leiter der „Freien Bühne“ in Berlin, Otto Brahm.

### Streit mit Arno Holz
Die Vermutungen der Kritiker, Schlaf sei bei der gemeinsamen Arbeit mehr Holz’ Schüler als dessen gleichberechtigter Mitstreiter, dementierte Holz im Vorwort zur ersten und zweiten Auflage der Familie Selicke ausdrücklich. Wenn auch die Autoren ihr Arbeitsverhältnis zu Beginn noch als ausgewogen empfanden, wurde die Zusammenarbeit bald von ihren persönlichen Problemen beschwert. Wie Schlaf in seiner Streitschrift „Noch einmal Arno Holz und ich“ angab, machten diese „das Zusammenarbeiten (…) mit der Zeit geradezu unleidlich“ und führten zunehmend zu Entfremdung der beiden Freunde. Auch unterschiedliche künstlerische Auffassungen scheinen schon früh zu Spannungen geführt zu haben.
1898 veröffentlichte Schlaf in einer Zeit der dichterischen Misserfolge den Artikel „Warum ich mein letztes Drama zerriß“. Hier erhob er den Anspruch, der Alleininitiator der während der Zusammenarbeit entstandenen „neuen dramatischen Richtung“ zu sein. Den Anteil Holz am neuen dramatischen Stil wertete er lediglich als „erste vorbereitende und anderweitige Anregungen“.
Dieser Artikel kann als Auslöser für den öffentlich geführten Streit zwischen Holz und Schlaf gedeutet werden, der in der Folge von beiden Autoren durch zahlreiche Publikationen ausgefochten wurde. Im Kern ging es dabei immer um die Frage nach dem jeweiligen Anteil an den gemeinsamen Werken und wem der Vorrang zukomme. Hatten sich beide Schriftsteller zuvor scherzhaft als wie „Frau und Mann“ ergänzend beschrieben, so versuchte vor allen Dingen Holz in einer mentalen Suggestion sich selbst als den bestimmenden „Mann“ in dieser künstlerischen Zweckehe im Nachhinein zu etablieren.
Aus einem literarischen Streit wurde gegenseitiger Hass, und die Schriften schlugen zunehmend ins Persönliche um. Holz versuchte Schlafs Ansprüche zu widerlegen. Um ihn zu diskreditieren, führte Holz unter anderem eine angebliche Geisteskrankheit Schlafs an, der an Größen- und Verfolgungswahn litte, was durch das Gutachten eines behandelnden Arztes widerlegt wurde. In den Jahren 1905 und 1906 erreichte der Streit seinen Höhepunkt. Diese Erfahrungen haben in Schlafs Werk ihre Spuren hinterlassen, was die Darstellung schizophrenen und psychotischen Verhaltens in den seit 1900 erschienenen Romanen erkennen lässt.
Im Diskurs wurde der Streit von zahlreichen Kritikern erschöpfend behandelt, ohne dass man bis heute zu einem klaren Urteil gekommen wäre. In der Regel wurde zugunsten Holz entschieden, eine Mehrheit  hielt Schlaf nur für einen Schüler und Mitstreiter Holz’, wozu dieser in seinen Streitschriften gewiss nicht unwesentlich beitrug.
Differenziert wird meist dahingehend, dass man Schlaf weitestgehend die dichterischen Anteile zugesteht, während Holz im allgemeinen Verständnis für technische Grundlagen zuständig war. Doch selbst Holz gab in seinen späten Jahren in Briefen an Reinhard Piper an: „Ich schätze Schlaf rein als ‚Dichter‘ höher als mich selbst. Ich schätze ihn als ‚Dichter‘ überhaupt am höchsten!“

### Geozentrisches Weltbild
Im Laufe seiner Studien entwickelte Schlaf sein geozentrisches Weltbild. Seine Vorstellung von der Erde als Mittelpunkt des Universums gründete er auf Studien zum Sonnenfleckenphänomen.
In der Folge entspann sich eine Kontroverse zwischen Schlaf und Fachgelehrten, bei denen er auf Ablehnung stieß. Sie kritisierten das Spekulative seiner Annahmen, die „Unwissenschaftlichkeit“ und eine unzureichende Beweisführung. Für sie blieb er Amateurastronom.
Trotzdem trat Schlaf weiterhin für sein Weltbild ein und versuchte, es durch zahlreiche Veröffentlichungen zu verbreiten. Neben Aufsätzen, Büchern und Zeitungsartikeln nutzte er auch Briefwechsel, Rundfunkbeiträge und Vorträge für dieses Ziel.
Doch Erfolg und ein Durchbruch der geozentrischen Lehre blieben aus. Für Fachleute waren sie zu laienhaft, für Laien zu komplex. Doch trotz Absatzschwierigkeiten und finanzieller Sorgen weigerte sich der Autor, sich aus finanziellen Gründen dem Publikumsgeschmack anzupassen. Seine Geozentrik blieb bis zu seinem Tod seine Lebensaufgabe. Das unerschütterliche Festhalten an seinen Überzeugungen brachte ihm, unabhängig vom konkreten Inhalt seiner Schriften, nicht zuletzt seinen Ruf als „Weiser“ und „Seher“ ein.
Zur Zeit der Weimarer Republik war Schlafs Geozentrik kein Sonderfall, auch wenn dieses einem Wandel hin zum ethnozentrischen Weltbild unterworfen war. Weltanschauliche Schriften dominierten in dieser Zeit und verweisen damit auf politisches Desinteresse und Abkehr von der Alltagsrealität.
Diese Entwicklungen fanden ihren Ausgangspunkt bereits in der wilhelminischen Ära. Die sich bereits in den 1880ern herausbildende Konzeption des Naturalismus mit seiner Anschauungsform der Tiefe und Einheit führte zum Verzicht auf kritisch-analytisches Denken und zur Ausblendung der Realität. Damit verbunden war der Niedergang rationalen Denkens und konkreter Wirklichkeitsbezüge, was sich insbesondere in seinen Kriegsschriften widerspiegelte. So fiel es immer schwerer, zwischen den eigenen Heilserwartungen und der totalitären Ideologie der Nazis zu unterscheiden, und das führte auch bei Schlaf letztendlich zum Verkennen des Dritten Reiches. In den 1930er Jahren bekannte er sich zu Hitler und der NS-Politik.

### Erster Weltkrieg und Auswirkungen
Die zahlreichen Kriegsschriften Schlafs belegen, dass er sich schon in der Vorkriegszeit mit dem Thema beschäftigte. Krieg war für ihn Rassenkrieg, bei dem sich die stärkere Rasse durchsetzt und damit die schwächere verdrängt. Für Schlaf war der Krieg eine reine Selektionsmaßnahme der Evolution. Entsprechend würde nach Schlafs Auffassung irgendwann eine Stufe erreicht sein, in der ein Krieg nicht mehr notwendig sei, da die Menschheit evolutionsgeschichtlich ihre höchste Entwicklungsstufe erreicht habe. Dann sei ein Friedenszustand erreicht.
Gegründet auf diesen Gedanken hielt Schlaf in der Vorkriegszeit einen Krieg für wenig wahrscheinlich, denn er war der Meinung, dass die Menschheit ihrer vollendeten Stufe entgegenstrebe. Als Merkmal dafür deutete er eine scheinbare verbreitete Kriegsmüdigkeit. Dies widersprach jedoch der Realität, da weiterhin Hegemonialpolitik betrieben wurde. Arthur Moeller van den Bruck besprach die damaligen Veröffentlichungen des Autors bereits in Vorkriegsjahren eindeutig positiv.
Auch der Ausbruch des Krieges änderte nichts an Schlafs wirklichkeitsfernen Vorstellungen, sondern verstärkte diese im Gegenteil. Schlaf sah in einer ontologischen Phantasie den Krieg als heiliges Übel an. Er vertrat die unter Konservativen übliche Position, der Krieg sei durch die Feinde Deutschlands herausgefordert worden. Da die Gegner einer „niederen Rasse“ angehörten, sei der aktuelle Krieg nur ein evolutionsgeschichtlicher Schritt, mit dem sich Deutschland als „höchste Rasse“ durchsetzen werde. Daraus leitet er eine Führungsanspruch Deutschlands und einer deutschen Kulturhegemonie ab.
Dieter Kafitz attestierte den Romanen von Schlaf als zeittypisches Phänomen der spätwilhelminischen Mentalität eine „Reduzierung der Fähigkeit, gesellschaftliche und politische Bedingungszusammenhänge zu erkennen“, und eine „Wirklichkeitsverdrängung durch Weltanschauungsdenken“ verbunden mit einer Unfähigkeit, die Bedeutung des Ersten Weltkrieges adäquat zu erfassen.
Derartige antirationalistische und antiliberalistische Ideen der Überlegenheit einer Rasse sind keine Erfindung Schlafs, sondern waren in dieser Zeit unter Philosophen, Literaten und  Historikern stark verbreitet. Sie wurden durch die „Ideen von 1914“ in ihrem Entstehen begünstigt und entsprechen weitgehend dem Gedankengut der vaterländischen bis rechtsextremen Kräfte in der Weimarer Republik. Die Zahlungen der Schillerstiftung, die Schlaf 1893/94 noch abgelehnt hatten, nahmen nach 1915 in ihrer Regelmäßigkeit zu.

### Weimarer Republik
Die Niederlage Deutschlands im Ersten Weltkrieg konnte Schlaf – vom allgemeinen Nationalstolz ergriffen – nur schwer verarbeiten. Doch änderte sie nichts an den entwickelten Vorstellungen. Die Zeit für eine deutsche Revolution auf kulturellem und geistigem Gebiet sei nun erst recht gekommen. Damit machte er sich wohl nicht zuletzt die Tatsache der Niederlage erträglicher.
Um der Auseinandersetzung mit den Ereignissen zu entgehen, stürzte er sich, wie auch andere Autoren dieser Zeit, in die schriftstellerische Arbeit. Die Krise in Gesellschaft und Politik wurde zu allgemeinen Menschheitsnöten und religiöser Orientierungslosigkeit umgedeutet, deren Lösung Schlaf in der Philosophie zu finden glaubte. Bestärkt durch diesen religiös-philosophischen Missionsgedanken, widmete er sich in der Folge nur noch seinen philosophischen Studien. Seine Hinwendung zu weltanschaulichen Spekulationen lässt sich als Ausblenden der gesellschaftlichen und politischen Wirklichkeit deuten. Durch das Ausweichen in kosmogonische Studien war es Schlaf wohl möglich, die bedrückenden Erfahrungen der Nachkriegszeit zu kompensieren.
Gemessen am Erfolg seiner Schriften zu dieser Zeit bleibt es ein Widerspruch, dass trotz des ausbleibenden Erfolgs als Autor seine öffentliche Anerkennung als Person zunahm. Vor allem zu Geburtstagen kam es immer wieder zu einer Häufung öffentlicher Ehrungen, von Festschriften und Geburtstagsfeiern über Denkmäler oder Straßenbenennungen bis hin zur Errichtung eines Museums und Gründung der „Gesellschaft der Freunde Johannes Schlafs“.

### „Drittes Reich“ und Nationalsozialismus
Bereits in den 1890er Jahren deutete Schlaf im Zuge der Naturalismus-Überwindung Ideen des Dritten Reiches an. So spricht er vom „dritten Testament“, das der versöhnende Erlöser der Zukunft eröffnen soll, analog zum „Dritten Reich“ in seinem Aufsatz Prüderie (1890).
Schlaf hatte sein weltanschauliches Naturalismuskonzept durch rassentheoretische Aspekte wie in Christus und Sophie erweitert, die sich schließlich in der Vorstellung von der Überlegenheit der „germanischen Rasse“ äußerten. Diese rassenbiologischen Vorstellungen hatten vor dem Ersten Weltkrieg noch internationalen Charakter und bezogen sich damals noch auf die gesamte europäische Kultur. Der unbestimmte Begriff der „germanischen Rasse“ konnte damals im Grunde noch für jedes europäische Volk gelten. Spätestens nach dem Krieg standen die Dinge dann ganz anders. Vorstellungen einer rassenbiologischen Weiterentwicklung bezogen sich nur noch auf das deutsche Volk.
Schlaf näherte sich schließlich dem Nationalsozialismus an. Dabei sah er die nationalsozialistische Ideologie und Hitler als Erfüller seiner weltanschaulichen Vorstellungen an. Er unterschrieb 1933 das von insgesamt 88 deutschen Autoren abgegebene Gelöbnis treuester Gefolgschaft für Adolf Hitler.

## Werke (Auswahl)

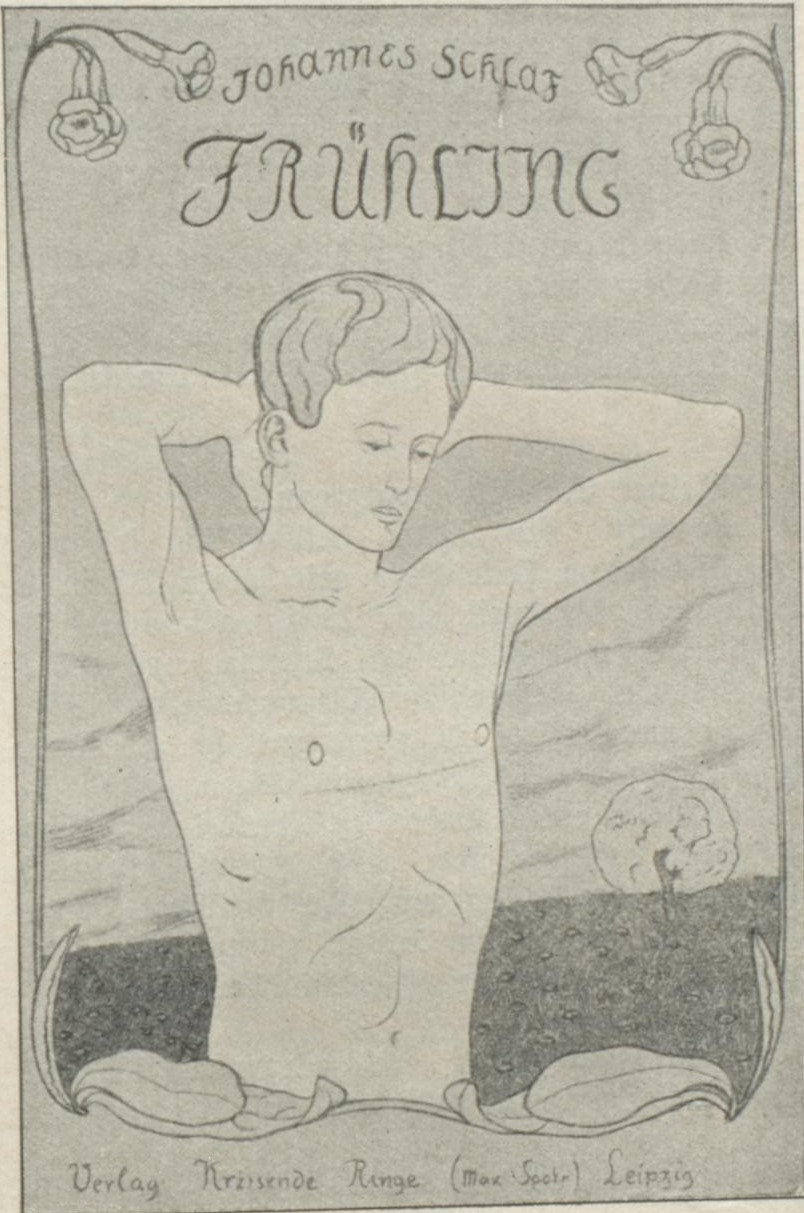
Frühling, Titel von Emil Rudolf Weiß

- Detlev von Liliencron
- Papa Hamlet. mit Arno Holz, 1889.
- Die Familie Selicke. Drama, mit Arno Holz, 1890.
- Junge Leute. Roman, 1890. Wieder Berlin 1997.
- In Dingsda. Prosaverse, 1892.
- Meister Oelze. Drama, 1892.
- Gertrud. Drama, 1898.
- Die Feindlichen. Drama, 1898.
- Stille Welten. Neue Stimmungen aus Dingsda. 1899.
- Der Bann. Drama, 1900.
- Das dritte Reich. Roman, 1900.
- Die Suchenden. Roman, 1902.
- Peter Boites Freite. Roman, 1903.
- Der Kleine. Roman, 1904.
- Die Nonne. Novellen, 1905.
- Christus und Sophie. Wien/Leipzig 1906.
- Novalis und Sophie von Kühn. Eine psychophysiologische Studie. München, Bonsels, 1906.
- Weigand. Drama, 1906.
- Kritik der Taineschen Kunsttheorie. 1906.
- Der Krieg. (= Cornelius Gurlitt (Hrsg.): Die Kultur. Band 21), Marquardt & Co., Berlin 1907, urn:nbn:de:bsz:14-db-id19218964181.
- Der Prinz. Roman, 1908.
- Am toten Punkt. Roman, 1909.
- Aufstieg. Roman, 1911.
- Religion und Kosmos. 1911.
- Mieze. Der Roman eines freien Weibes. Roman, 1912.
- Das Recht der Jugend. Erzählung, 1913.
- Tantchen Mohnhaupt und Anderes. Dingsda-Geschichten. 1913.
- Professor Plassmann und das Sonnenfleckenphänomen. Weiteres zur geozentrischen Feststellung. 1914.
- Auffallende Unstichhaltigkeit des fachmännischen Einwandes. Zur geozentrischen Feststellung. 1914.
- Mutter Lise. Roman, 1917.
- Zwei Erzählungen. 1918.
- Die Erde – nicht die Sonne. Das geozentrische Weltbild. 1919.
- Gedichte in Prosa. 1920.
- Miele. Ein Charakterbild. 1920.
- Die Greisin. Vorfrühling. Erzählungen, 1921.
- Die Wandlung. Roman, 1922.
- Das Gottlied. 1922.
- Seele. 1922.
- Ein Wildgatter schlag' ich hinter mir zu … Vaterländisches aus Dingsda. 1922.
- Radium. Erzählungen, 1922.
- Die Wandlung. Roman, 1922.
- Der Weihnachtswunsch und anderes. Neue Erzählungen aus Dingsda. 1924.
- Deutschland. 1925.
- Die Nacht der Planeten. 1925.
- Die andere Dimension. Erzählungen, 1926.
- Die Mutter. Dichtung, 1927.
- Das Spiel der hohen Linien. Dichtungen, 1927.
- Kosmos und kosmischer Umlauf. Die geozentrische Lösung des kosmischen Problems. 1927.
- Die Sonnenvorgänge. 1930.
- Neues aus Dingsda. 1933.
- Zur Aprioritätenlehre Kants. 1934.
- Vom höchsten Wesen. 1935.
- Ein wichtigstes astronomisches Problem und seine Lösung. 1937.
- Aus meinem Leben. Erinnerungen. 1941.

### Übersetzungen
- Honoré de Balzac
  - Die Chouans, 1925
  - Der Pfarrer von Tours, 1925 (Insel-Bücherei 98/2)
- Pierre Broodcoorens: Rotes Flamenblut, 1916
- Émile Verhaeren: Die hohen Rhythmen, 1912
- Paul Verlaine: Meine Gefängnisse, 1914 (Insel-Bücherei 131/1)
- Voltaire: Die Prinzessin von Babylon, 1924
- Walt Whitman: Grashalme, 1919
- Émile Zola
  - Germinal, 1923
  - Das Werk, 1923
  - Die Erde, 1923

## Verfilmungen
- 1987: Miele, Fernsehfilm von Hansgünther Heyme mit Inge Andersen, Ilse Anton und Renate Heuser

### Lexikonartikel
- Thomas Diecks: Schlaf, Johannes. In: Neue Deutsche Biographie (NDB). Band 23, Duncker & Humblot, Berlin 2007, ISBN 978-3-428-11204-3, S. 21 f. (Digitalisat).
- Guido Heinrich: Schlaf, Johannes. In: Guido Heinrich, Gunter Schandera (Hrsg.): Magdeburger Biographisches Lexikon 19. und 20. Jahrhundert.  Scriptum, Magdeburg 2002, ISBN 3-933046-49-1.
- Günter Helmes: Johannes Schlaf: Leben und Werk. In: Johannes Schlaf: Junge Leute. Ullstein, Berlin 1997, ISBN 3-548-24202-2, S. 207–223.
- Johannes Schlaf, in Joachim Jahns: Große Querfurter … Dingsda-Verlag, Querfurt 1990, ISBN 3-928498-00-2.

### Biografische Darstellungen
- Ludwig Bäte, Kurt Meyer-Rotermund, Rudolf Borch (Hrsg.): Das Johannes Schlaf-Buch, Rudolstadt 1922.

### Monographien
- Rüdiger Bernhardt: Johannes Schlaf – der Dichter aus Dingsda. Dingsda-Verlag, Querfurt 2002, ISBN 3-928498-13-4.
- Raleigh Whitinger: Johannes Schlaf and German naturalist drama (= Studies in German literature, linguistics, and culture). Camden House, Columbia 1997, ISBN 1-57113-107-8. Auszüge
- Dieter Kafitz: Johannes Schlaf – weltanschauliche Totalität und Wirklichkeitsblindheit. Ein Beitrag zur Neubestimmung des Naturalismus-Begriffs und zur Herleitung totalitärer Denkformen. (= Studien zur deutschen Literatur. 120). Niemeyer, Tübingen 1992, ISBN 3-484-18120-6.
- Gaston Scheidweiler: Gestaltung und Überwindung der Dekadenz bei Johannes Schlaf. Eine Interpretation seines Romanwerks (= Europäische Hochschulschriften, Reihe 1, Deutsche Sprache und Literatur. 1158). Lang, Frankfurt am Main u. a. 1990, ISBN 3-631-42226-1.
- Heinz-Georg Brands: Theorie und Stil des sogenannten „konsequenten Naturalismus“ von Arno Holz und Johannes Schlaf. Kritische Analyse der Forschungsergebnisse und Versuch einer Neubestimmung (= Abhandlungen zur Kunst-, Musik- und Literaturwissenschaft. 277). Bouvier, Bonn 1978, ISBN 3-416-01443-X.
- Lothar Jegensdorf: Die spekulative Deutung und poetische Darstellung von Natur im Werk von Johannes Schlaf. Dissertation. Universität Bochum 1969.
- Siegwart Berthold: Der sogenannte „konsequente Naturalismus“ von Arno Holz und Johannes Schlaf. Dissertation. Bonn 1967.
- Ernst Sander: Johannes Schlaf und das naturalistische Drama. Leipzig 1922. [Dissertation. Rostock 1922]  PDF

### Aufsätze
- Peter Bernhard: „Unser Freund und Meister“. Johannes Schlaf und das Bauhaus. In: Peter Bernhard (Hrsg.): bauhausvorträge. Gastredner am Weimarer Bauhaus 1919–1925, Gebr. Mann: Berlin 2017, ISBN 978-3-7861-2770-3, S. 201–208.
- Ulrich Erdmann: Vom Naturalismus zum Nationalsozialismus? Zeitgeschichtlich-biographische Studien zu Max Halbe, Gerhart Hauptmann, Johannes Schlaf und Hermann Stehr. Mit unbekannten Selbstzeugnissen. Lang, Frankfurt am Main u. a. 1997, S. 240–274. [Zugleich: Dissertation. Stuttgart 1996], ISBN 3-631-30907-4.
- Dieter Kafitz: „Die Familie Selicke“ von Arno Holz und Johannes Schlaf als Idealtypus naturalistischer Dramatik. In: Ders.: Grundzüge einer Geschichte des deutschen Dramas von Lessing bis zum Naturalismus (= Athenäum-Tb. 2176). Band 2. Königstein/Ts. 1982, S. 288–299.
- Hanno Möbius: Der Positivismus in der Literatur des Naturalismus. Wissenschaft, Kunst und soziale Frage bei Arno Holz. Fink, München 1980, ISBN 3-7705-1790-3.
- Otto Brahm: Repräsentanten des deutschen Naturalismus. Holz und Schlaf: Papa Hamlet. In: Ders.: Kritiken und Essays (= Klassiker der Kritik). Ausgewählt, eingeleitet u. erläutert von Fritz Martini. Zürich 1964, S. 302–305, 332–337.
- Helmut Praschek: Zum Zerfall des naturalistischen Stils. Ein Vergleich zweier Fassungen des „Meister Oelze“ von Johannes Schlaf. In: Worte und Werte. Festschrift für Bruno Markwardt. de Gruyter, Berlin 1961, S. 315.

### Bibliographie
- Lothar Hempe: Johannes-Schlaf-Bibliographie. Verzeichnis der von 1889 bis 1937 selbständig erschienenen Erstdrucke in chronologischer Reihenfolge. Privatdr., Stuttgart 1938.